# Niebieska Karta (procedura)
Niebieska Karta – polska procedura opracowana przez Komendę Główną Policji i Komendę Stołeczną Policji przy współpracy z Państwową Agencją Rozwiązywania Problemów Alkoholowych.

## Procedura „Niebieskie karty” w Policji – historia
Procedura została wprowadzona pilotażowo w 1997 roku na warszawskiej Ochocie i po zaopiniowaniu wprowadzona powszechnie w 1998 roku.
Niebieska karta (druk) składa się z dwóch części, które mają funkcjonariusze Policji podczas interwencji dotyczącej przemocy domowej:
- karta A, w której dokumentuje się zgłoszoną sytuację i co zastano na miejscu, a także jakie działania podjęto;
- karta B opisuje najważniejsze przestępstwa związane z przemocą domową oraz dane teleadresowe instytucji i organizacji pozarządowych, do których ofiara może się zwracać o pomoc.

Kartę A wypełnia interweniujący funkcjonariusz na miejscu zdarzenia w obecności sprawcy. Stanowi ona zapis faktu interwencji związanej z przemocą i może stanowić dowód w postępowaniu procesowym w sytuacji, gdy ofiara postanowi złożyć zawiadomienie o popełnieniu przestępstwa. Po interwencji kartę należy przekazać oficerowi dyżurnemu jednostki. Na podstawie tej karty właściwy funkcjonariusz dzielnicowy ma obowiązek w ciągu siedmiu dni odwiedzić rodzinę i przeprowadzić wywiad środowiskowy, a następnie monitorować sytuację, odwiedzając dany adres nie rzadziej niż raz w miesiącu.
Często zdarza się, że ofiara pod naciskiem sprawcy nie składa zawiadomienia o popełnieniu przestępstwa, wycofuje zarzuty, odwołuje lub zmienia zeznania albo całkowicie odmawia ich składania i współpracy z policją. Policja wszczyna postępowanie z art. 207 Kodeksu karnego z urzędu, jeżeli dysponuje odpowiednimi informacjami.
Bardzo istotny jest fakt, że nie ma możliwości wycofania ani zmiany informacji zawartych w Karcie A, nawet na wniosek osoby pokrzywdzonej.

## Niebieskie karty – procedura obecnie
Procedura „Niebieskiej Karty” obejmuje ogół czynności podejmowanych i realizowanych w związku z uzasadnionym podejrzeniem zaistnienia przemocy domowej.
Podejmowanie interwencji w środowisku wobec rodziny dotkniętej przemocą domową odbywa się w oparciu o procedurę „Niebieskie Karty” i nie wymaga zgody osoby dotkniętej przemocą w rodzinie.
Procedurę „Niebieskiej Karty” oraz wzory formularzy „Niebieska Karta” określa rozporządzenie Rady Ministrów z dnia 6 września 2023 r. w sprawie procedury „Niebieskie Karty” i wzorów formularzy „Niebieska Karta” (Dz.U. z 2023 r. poz. 1870), wydane na podstawie art. 9d ust. 5 ustawy z dnia 29 lipca 2005 r. o przeciwdziałaniu przemocy w rodzinie (Dz.U. z 2024 r. poz. 1673).
Ustawa o przeciwdziałaniu przemocy domowej nakłada obowiązek prowadzenia procedury „Niebieskiej Karty” na przedstawicieli jednostek organizacyjnych pomocy społecznej, gminnych komisji rozwiązywania problemów alkoholowych, Policji, oświaty i ochrony zdrowia.
Procedura wszczynana jest w sytuacji, gdy dany podmiot w toku prowadzonych czynności służbowych lub zawodowych powziął podejrzenia stosowania przemocy wobec członków rodziny lub w wyniku zgłoszenia dokonanego przez członka rodziny lub przez osobę będącą świadkiem przemocy w rodzinie.
Zadania przedstawicieli podmiotów odpowiedzialnych za stosownie procedury „Niebieskiej Karty” (na podstawie § 11-16 ww. rozporządzenia)
Pracownik socjalny jednostki organizacyjnej pomocy społecznej:
- diagnozuje sytuację i potrzeby osoby, co do której istnieje podejrzenie, że jest dotknięta przemocą domową;
- udziela kompleksowych informacji o:

a) możliwościach uzyskania pomocy, w szczególności psychologicznej, prawnej, socjalnej i pedagogicznej, oraz wsparcia, w tym o instytucjach i podmiotach świadczących specjalistyczną pomoc na rzecz osób dotkniętych przemocą domową,
b) formach pomocy dzieciom doznającym przemocy domowej oraz o instytucjach i podmiotach świadczących tę pomoc,
c) możliwościach podjęcia dalszych działań mających na celu poprawę sytuacji osoby, co do której istnieje podejrzenie, że jest dotknięta przemocą domową;
- organizuje niezwłocznie dostęp do pomocy medycznej, jeżeli wymaga tego stan zdrowia osoby, co do której istnieje podejrzenie, że jest dotknięta przemocą domową;
- zapewnia osobie, co do której istnieje podejrzenie, że jest dotknięta przemocą domową, w zależności od potrzeb, schronienie w całodobowej placówce świadczącej pomoc, w tym w szczególności w specjalistycznym ośrodku wsparcia dla ofiar przemocy domowej;
- może prowadzić rozmowy z osobami, wobec których istnieje podejrzenie, że stosują przemoc domową, na temat konsekwencji stosowania przemocy domowej oraz informuje te osoby o możliwościach podjęcia leczenia lub terapii i udziale w programach oddziaływań korekcyjno-edukacyjnych dla osób stosujących przemoc domową.

Przedstawiciel gminnej komisji rozwiązywania problemów alkoholowych:
- diagnozuje sytuację i potrzeby osoby, co do której istnieje podejrzenie, że jest dotknięta przemocą domową;
- udziela kompleksowych informacji o:

a) możliwościach uzyskania pomocy, w szczególności psychologicznej, prawnej, socjalnej i pedagogicznej, oraz wsparcia, w tym o instytucjach i podmiotach świadczących specjalistyczną pomoc na rzecz osób dotkniętych przemocą domową,
b) formach pomocy dzieciom doznającym przemocy domowej oraz o instytucjach i podmiotach świadczących tę pomoc,
c) możliwościach podjęcia dalszych działań mających na celu poprawę sytuacji osoby, co do której istnieje podejrzenie, że jest dotknięta przemocą domową,
- organizuje niezwłocznie dostęp do pomocy medycznej, jeżeli wymaga tego stan zdrowia osoby, co do której istnieje podejrzenie, że jest dotknięta przemocą domową;
- może prowadzić rozmowy z osobami, wobec których istnieje podejrzenie, że stosują przemoc domową, na temat konsekwencji stosowania przemocy domowej oraz informuje te osoby o możliwościach podjęcia leczenia lub terapii i udziale w programach oddziaływań korekcyjno-edukacyjnych dla osób stosujących przemoc domową.

Funkcjonariusz Policji:
- udziela osobie, co do której istnieje podejrzenie, że jest dotknięta przemocą w domową, niezbędnej pomocy, w tym udziela pierwszej pomocy;
- organizuje niezwłocznie dostęp do pomocy medycznej, jeżeli wymaga tego stan zdrowia osoby, co do której istnieje podejrzenie, że jest dotknięta przemocą domową;
- podejmuje, w razie potrzeby, inne niezbędne czynności zapewniające ochronę życia, zdrowia i mienia osób, co do których istnieje podejrzenie, że są dotknięte przemocą domową, włącznie z zastosowaniem na podstawie odrębnych przepisów w stosunku do osoby, wobec której istnieje podejrzenie, że stosuje przemoc domową, środków przymusu bezpośredniego i zatrzymania;
- przeprowadza, o ile jest to możliwe, z osobą, wobec której istnieje podejrzenie, że stosuje przemoc domową, rozmowę, w szczególności o odpowiedzialności karnej za znęcanie się fizyczne lub psychiczne nad osobą najbliższą lub inną osobą pozostającą w stałym lub przemijającym stosunku zależności od osoby, wobec której istnieje podejrzenie, że stosuje przemoc domową, albo nad małoletnim lub osobą nieporadną ze względu na jej stan psychiczny lub fizyczny, oraz wzywa osobę, wobec której istnieje podejrzenie, że stosuje przemoc domową, do zachowania zgodnego z prawem i zasadami współżycia społecznego;
- przeprowadza na miejscu zdarzenia, w przypadkach niecierpiących zwłoki, czynności procesowe w niezbędnym zakresie, w granicach koniecznych do zabezpieczenia śladów i dowodów przestępstwa;
- podejmuje działania mające na celu zapobieganie zagrożeniom mogącym występować środowisku objętym procedurą „Niebieskie Karty”, w szczególności składa systematyczne wizyty sprawdzające stan bezpieczeństwa osoby, co do której istnieje podejrzenie, że jest dotknięta przemocą domową, w zależności od potrzeb określonych przez zespół interdyscyplinarny lub grupę diagnostyczno-pomocową.

Przedstawiciel ochrony zdrowia, tj. osoba wykonująca zawód medyczny, w tym lekarz, pielęgniarka, położna i ratownik medyczny:
- każdorazowo udziela osobie, co do której istnieje podejrzenie, że jest dotknięta przemocą domową, informacji o możliwościach uzyskania pomocy i wsparcia oraz o uprawnieniu do uzyskania bezpłatnego zaświadczenia lekarskiego o ustaleniu przyczyn i rodzaju uszkodzeń ciała związanych z użyciem przemocy domowej.

Jeżeli stan zdrowia osoby, co do której istnieje podejrzenie, że jest dotknięta przemocą domową, wymaga przewiezienia jej do podmiotu leczniczego, formularz „Niebieska Karta — A” wypełnia przedstawiciel podmiotu leczniczego, do którego osoba ta została przewieziona.
Przedstawiciel oświaty:
- udziela kompleksowych informacji o:

a) możliwościach uzyskania pomocy, w szczególności psychologicznej, prawnej, socjalnej i pedagogicznej, oraz wsparcia, w tym o instytucjach i podmiotach świadczących specjalistyczną pomoc na rzecz osób dotkniętych przemocą domową,
b) możliwościach podjęcia dalszych działań mających na celu poprawę sytuacji osoby, co do której istnieje podejrzenie, że jest dotknięta przemocą domową,
- organizuje niezwłocznie dostęp do pomocy medycznej, jeżeli wymaga tego stan zdrowia osoby, co do której istnieje podejrzenie, że jest dotknięta przemocą domową;
- może prowadzić rozmowy z osobami, wobec których istnieje podejrzenie, że stosują przemoc domowa, na temat konsekwencji stosowania przemocy w rodzinie oraz informuje te osoby o możliwościach podjęcia leczenia lub terapii i udziale w programach korekcyjno-edukacyjnych dla osób stosujących przemoc domową;
- diagnozuje sytuację i potrzeby osoby, co do której istnieje podejrzenie, że jest dotknięta przemocą domową, w tym w szczególności wobec dzieci;
- udziela kompleksowych informacji rodzicowi, opiekunowi prawnemu, faktycznemu lub osobie najbliższej o możliwościach pomocy psychologicznej, prawnej, socjalnej i pedagogicznej oraz wsparcia rodzinie, w tym o formach pomocy dzieciom świadczonych przez instytucje i podmioty w zakresie specjalistycznej pomocy na rzecz osób dotkniętych przemocą domową.

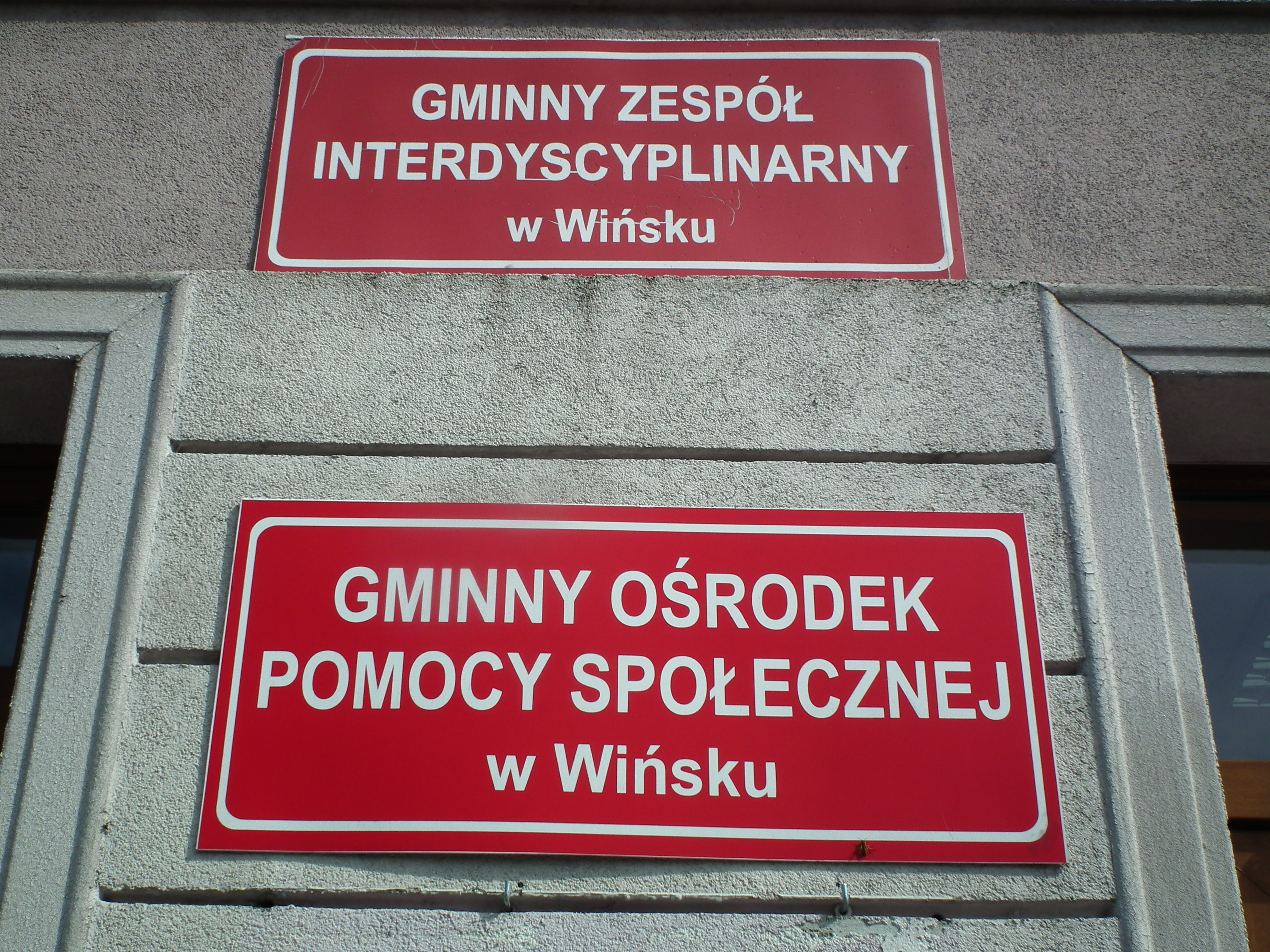
Siedziba zespołu interdyscyplinarnego w Wińsku

Członkowie zespołu interdyscyplinarnego lub grupy diagnostyczno-pomocowej:
- udzielają pomocy osobie, co do której istnieje podejrzenie, że jest dotknięta przemocą domową;
- podejmują działania w stosunku do osoby, wobec której istnieje podejrzenie, że stosuje przemoc domową, w celu zaprzestania stosowania tego rodzaju zachowań;
- zapraszają osobę, co do której istnieje podejrzenie, że jest dotknięta przemocą domową, na spotkanie grupy diagnostyczno-pomocowej;
- opracowują indywidualny plan pomocy dla osoby, co do której istnieje podejrzenie, że jest dotknięta przemocą domową, i jej rodziny, który zawiera propozycje działań pomocowych;
- rozstrzygają o braku zasadności podejmowania działań;
- podejmują działania w stosunku do osoby, wobec której istnieje podejrzenie, że stosuje przemoc domową, w szczególności:
  - diagnozują sytuację rodziny, co do której istnieje podejrzenie, że jest dotknięta przemocą;
  - przekazują informacje o konsekwencjach popełnianych czynów;
  - motywują do udziału w programach korekcyjno-edukacyjnych;
  - przeprowadzają rozmowę pod kątem nadużywania alkoholu, środków odurzających, substancji psychotropowych lub leków;
  - przekazują informacje o koniecznych do zrealizowania działaniach w celu zaprzestania stosowania przemocy domowej.

Osobę nadużywającą alkoholu, wobec której istnieje podejrzenie, że stosuje przemoc domową, członkowie zespołu interdyscyplinarnego lub grupy diagnostyczno-pomocowej kierują do gminnej komisji rozwiązywania problemów alkoholowych.